# Begoña Carrasco
Begoña Carrasco García (Alicante, 2 de agosto de 1979) es una política española. Alcaldesa de Castellón de la Plana (desde junio de 2023).

## Biografía
Nació en Alicante en 1979, trasladándose de muy pequeña a Castellón junto a su familia. Se licenció en Derecho en la Universidad Jaime I (2002), realizó un Máster en Marketing y Gestión Comercial de ESIC (GESCO) y es técnico en prevención de riesgos laborales. Desde su juventud se afilió al Partido Popular, y a los veintiún años, tras las elecciones municipales de 2011, se convirtió en concejala del Ayuntamiento de Castellón, siendo alcalde el popular Alberto Fabra. Se hizo cargo de la concejalía de Deportes en esa primera legislatura. Más tarde también gestionó las de Bienestar Social, Igualdad y Gente Mayor.
A partir de las elecciones municipales de 2015, cuando el PP perdió el gobierno municipal, Carrasco tuvo que asumir la portavocía del Grupo Municipal Popular, convirtiéndose en jefe de la oposición tras la renuncia del hasta entonces líder local del partido Alfonso Bataller. En las elecciones municipales de 2019 encabezó la lista electoral del PP, pero no logró la alcaldía de Castellón de la Plana. En las elecciones municipales de 2023, el Partido Popular fue la fuerza más votada, por lo que se convirtió en Alcaldesa de la capital de la Plana.
Desde 2004 ha trabajado como letrada en la oficina de atención a las víctimas del delito, hasta el momento de ser alcaldesa. Esta casada y tiene dos hijas.